# Популярная наука о кошках, написанная Старым Опоссумом

Обложка первого издания

«Популярная наука о кошках, написанная Старым Опоссумом» (англ. Old Possum's Book of Practical Cats) — цикл стихотворений Томаса Стернза Элиота (Старый Опоссум — прозвище поэта, полученное от Эзры Паунда). Впервые опубликован в 1939 году.

## Описание
Цикл содержит 15 стихотворений, описывающих характеры разных котов: кот с берегов Темзы Тигриный Рык, старый ленивый кот по кличке Второзаконие (Old Deuteronomy), разбойник Макавити, железнодорожный кот Шимблшенкс, который следит за порядком в поезде, и многие другие.

### Содержание
|    | Оригинальное название | Перевод А. Я. Сергеева                                                                                          | Перевод С. Г. Дубовицкой |
| -- | --- | --- | --- |
| 1  | The Naming of Cats | Знанье кошачьих имён                                                                                            | Кошачьи имена |
| 2  | The Old Gumbie Cat | Кошка Гамби | Кошка-тетушка |
| 3  | Growltiger’s Last Stand | Последний бой Тигриного Рыка                                                                                    | Последний привал Тигрорыка                                                                                                  |
| 4  | The Rum Tum Tugger | Рам-Там-Таггер                                                                                                  | Тарарам |
| 5  | The Song of the Jellicles | Песнь Джеллейных кошек                                                                                          | Песенка гелло-котов |
| 6  | Mungojerrie and Rumpelteazer | Уходжерри и Хвастохват                                                                                          | Шаромыга и Разваляха |
| 7  | Old Deuteronomy | Второзаконие | Кот Второзаконие |
| 8  | Of the awefull battle of the Pekes and the Pollicles: together with some account of the participation of the Pugs and the Poms, and the intervention of the Great Rumpuscat | Отчет Об Ужасном Сражении Пеков и Полликов с Участием Мопсов и Шпицев, в Кое Изволил Вмешаться Большой Громокот | Об ужасном сражении между хинами и полли, а также кое-что об участии Мопсов и Шпицев и о вмешательстве Великого Кота-Задиры |
| 9  | Mr. Mistoffelees | Мистер Нефисто                                                                                                  | Мистер Мистофель |
| 10 | Macavity: The Mystery Cat | Макавити — волшебный кот                                                                                        | Макэвити — Таинственный кот                                                                                                 |
| 11 | Gus: The Theatre Cat | Гус, Театральный кот                                                                                            | Гус — театральный кот |
| 12 | Bustopher Jones: The Cat about Town | Толстофер Джон, Денди                                                                                           | Хвастофер Джонс — Городской кот                                                                                             |
| 13 | Skimbleshanks: The Railway Cat | Шимблшенкс, Железнодорожный кот                                                                                 | Кот-Шатун (Железнодорожный кот)                                                                                             |
| 14 | The Ad-dressing of Cats | Как обратиться к коту                                                                                           | Как заговорить с котом |
| 15 | Cat Morgan Introduces Himself | Кот Морган рекомендует себя                                                                                     | Знакомьтесь: кот Морган |

### Русские переводы
Частичные переводы цикла:
- С. Я. Маршак: «Макавити» (1959)
- Николай Голь: «Мистер Мистоффель», «Об обращении к котам» (1994)
- С. А. Степанов. Из «Популярной науки о кошках, написанной Старым Опоссумом» // Элиот Т. С. Избранная поэзия. — СПб.: Северо-Запад, 1994. — 446 с.
- Б. Летаров. «Именование кота»

Полные переводы:
- А. В. Бутузов. Т. С. Элиот. "Практическое руководство Старого Опоссума по кошкам". - Петрозаводск: Карелия, 1998
- Василий Бетаки. Т. С. Элиот. Книга о котах. — М.: Захаров, 1999.
- С. Г. Дубовицкая. Т. С. Эллиот. Практическое котоведение. — СПб. — М.: Летний сад, 2000.
- А. Б. Биргер. Житейский опыт Старого Опоссума в познании кошачьего племени (Книга Действительных Котов и Кошек) // Элиот, Томас. Избранное. — М.: Терра, Книжный клуб, 2002.
- А. Я. Сергеев: Т. С. Эллиот. Старый Опоссум. Практическое руководство по котам и кошкам. — Рязань: Урочье, 2003; Популярная наука о кошках, написанная Старым Опоссумом. — М.: АСТ, 2006.
- Игорь Полуяхтов. Практическое пособие Старого Опоссума по кошкам // Элиот Т. С. Поэзия и драма в переводах И. Полуяхтова. — М.: ИП Галин А. В., 2012.
- Я. Б. Коваль. Кошки. Практическое котоводство. — Н.Оріанда, 2013.
- Алексей Кортнев сделал адаптацию либретто мюзикла «Кошки» для русской постановки.

## В музыке
В 1954 году 6 стихотворений были положены на музыку английским композитором Аланом Роусторном.

### Мюзикл
Мюзикл Эндрю Ллойда Уэббера «Кошки» написан на основе сборника. Вдобавок в ход пошли фрагменты стихотворений, которые не были включены в окончательный состав сборника, — вдова поэта Валери Элиот передала их авторам мюзикла.
- Песня «Память» (автор текста Тревор Нанн) написана по мотивам стихотворения  «Rhapsody on a Windy Night», оттуда же взяты строки, которыми другие кошки рассказывают о Гризабелле (Remark the cat… и далее). Мелодия песни была готова у композитора уже давно, к ней требовалось приспособить текст.
- Также для Гризабеллы было использовано неопубликованное стихотворение «Grizabella the Glamour Cat».
- Песня «The Journey to the Heaviside Layer» — неопубликованное стихотворение.
- Песня «Jellicle Songs for Jellicle Cats» — использованы строки неопубликованного стихотворения «Pollicle Dogs and Jellicle Cats»[2][3]
- Песня «The Moments of Happiness» — текст взят из поэмы Элиота «The Dry Salvages».
- В итоге либреттисты Тревор Нанн и Ричард Стилгоу также сочинили недостающие строки-связки. Был добавлен сюжет с балом и выбором.

| Отрывок из «Rhapsody on a Windy Night»                     | Сценический вариант песни Memory (фрагмент)          |
| ---------------------------------------------------------- | ---------------------------------------------------- |
| Twelve o’clock                                             | Midnight                                             |
| The moon has lost her memory                               | Has the moon lost her memory?                        |
| She is alone                                               | She is smiling alone                                 |
| Every street lamp that I pass Beats like a fatalistic drum | Every street lamp seems to beat a fatalistic warning |
| The street lamp sputtered The street lamp muttered         | Someone mutters and a street lamp gutters            |
| With all the old nocturnal smells                          | The stale cold smell of morning                      |
| Memory!                                                    | All alone with the memory                            |
| Sleep, prepare for life                                    | Look, a new day has begun                            |

## Использование
Премия для англоязычных авторов детективов получила название Macavity Awards в честь неуловимого кота-преступника из цикла Элиота.